# Handewitt-Busch
Handewitt-Busch (auch: Handewittbusch, dänisch: Hanved Busk) ist ein Ort der Gemeinde Handewitt.

## Lage
Der Ort Handewitt-Busch liegt am nordwestlichen Waldrand des Handewitter Forstes. Sämtliche Häuser des Ortes liegen an der gleichnamigen Straße Handewitt-Busch. Nördlich, in sechshundert Meter Entfernung, liegt der Hauptort Handewitt. In westlicher Nachbarschaft liegt der Ortsteil Handewitt-Kolonie.

## Geschichte
Handewitt-Busch fand erstmals in einem Kaufvertrag von 1798 seine Erwähnung. Mit dem besagten Kaufvertrag verkaufte der Hegereiter Seehusen seine Kate zu Handewitt-Busch, die er zuvor von seinem Vorgänger erworben hatte, an seinen Nachfolger. Diese Kate stand wohl im Grundstücksbereich Handewitt-Busch 12 oder 14, einem bewohnten Bereich des Waldes, der auch selten Handewittholz genannt wird.
Im 19. Jahrhundert entstanden unweit noch drei weitere Höfe, der Hof Handewitt-Busch 2 im Jahr 1845, der Hof Handewitt-Busch 10 im Jahr 1861 und der Hof Handewitt-Busch 16 im Jahr 1867. Auf der Karte der Preußischen Landesaufnahme um 1879 war der Ort schon mit seinem Namen verzeichnet. Im 20. Jahrhundert entstanden nach und nach weitere Höfe und Häuser. 1959 und 1970 wurden bei Handewitt-Busch 14 und 12 neue Forsthäuser gebaut. 1961 wurden 58 Einwohner und 1970 47 Einwohner für Handewitt-Busch verzeichnet.